# Murça (gemeente)
Murça is een gemeente in het Portugese district Vila Real.
De gemeente heeft een totale oppervlakte van 189 km² en telde 6752 inwoners in 2001.

## Plaatsen in de gemeente
- Candedo
- Carva
- Fiolhoso
- Jou
- Murça
- Noura
- Palheiros
- Valongo de Milhais
- Vilares